# 다비드 라야
다비드 라야 마르틴(스페인어: David Raya Martín, 1995년 9월 15일 ~ )는 스페인의 축구 선수이다. 그는 현재 잉글랜드 프리미어리그의 아스널에서 뛰고 있다.